# Etelka Kenéz Heka
Dans le nom hongrois Kenéz Heka Etelka, le nom de famille précède le prénom, mais cet article utilise l’ordre habituel en français Etelka Kenéz Heka, où le prénom précède le nom.
Etelka Kenéz Heka, née Etelka Heka le 26 octobre 1936 à Gajić (Yougoslavie, maintenant Croatie) et morte le 5 mai 2024, est une écrivaine, poète et chanteuse hongroise, veuve du chanteur d’opéra Ernő Kenéz.

## Biographie
Elle est née à Gajić (en hongrois Hercegmárok), alors en Yougoslavie. Son père s’appelait János Heka, sa mère Etelka Stok. À l’âge de 8 ans, elle a perdu sa mère, puis son père s’est remarié. Elle avait deux grands frères. Pendant la Seconde Guerre mondiale l’un de ses frères est décédé dans une explosion de grenade, à l’âge de 11 ans. À l’école primaire elle a suivi ses études en hongrois, mais elle a fait ses études secondaires en serbo-croate à Bački Monoštor (Monostorszeg). Elle a terminé ses études à l’école supérieure de pédagogie à Subotica (Szabadka). Puis elle a été l’élève de la chanteuse d’opéra Margit Markovics. Elle a chanté des chansons à la radio et au théâtre de Novi Sad (Újvidék), en 1966 à Vienne, puis en République Fédérale Allemande ainsi qu'au Danemark. C’est en 1974 qu’elle est venue pour la première fois en Hongrie, à Budapest où  elle a connu le chanteur d’opéra Ernő Kenéz, son futur mari. Puis ils se sont installés à Vienne où ils se sont mariés, et ils y ont ouvert un restaurant. En 1998 ils sont rentrés en Hongrie. Un peu plus tard son mari est mort dans sa ville natale, à Hódmezővásárhely. À présent elle a trois nationalités : croate, hongroise et autrichienne. Elle passe la plupart de son temps à Hódmezővásárhely, mais elle a également une maison à Vienne et à Szeged. Elle est l’auteur de 90 œuvres et recueils en poésie et en prose, et de livres de cuisine,. Elle fait des dons et des mécénats régulièrement. Ses bienfaits ont été honorés par divers prix. En 2007 elle a créé la Fondation musicale Kenéz Ernő et Kenéz Heka Etelka en hommage à  son mari. Cette fondation a créé le prix Gyűrű (« Bague ») pour saluer le chanteur le plus doué de Hódmezővásárhely. Ce prix est remis chaque année.

## Fondation
- Fondation musicale Ernő Kenéz et Etelka Kenéz Heka (2007)

## Prix et distinctions
- Hódmezővásárhely, prix Signum Urbis Honorantis, 2003
- Hódmezővásárhely, prix Pro Urbe, 2015
- Créé par elle : prix Gyűrű (2007) pour sa fondation

## Œuvres choisies

### Œuvres en vers et en prose
- Promenade dans le passé, Szeged, édition Bába, 2003
- Secrets de l’âme, Hódmezővásárhely, 2004
- Message du monde des fantômes, Hódmezővásárhely,, 2004
- Chansons des temps anciens en vers, Hódmezővásárhely,, 2005
- Les secrets du cosmos, philosophie hermétique et autres poèmes, Hódmezővásárhely,, 2005
- Poèmes de la mythologie sumérienne d'Etelka Kenéz Heka, Hódmezővásárhely, 2005
- Chansons nostalgiques de Heka Eta, Hódmezővásárhely, 2005
- Prisonnier des tempêtes, Hódmezővásárhely, 2005
- Poèmes d'Etelka Kenéz Heka en style haïku japonais, Hódmezővásárhely, 2005
- Contes d'Etelka Kenéz Heka, Hódmezővásárhely, 2006
- Histoire étrange de Laure, Hódmezővásárhely, 2007
- Troubadour spirituel, Hódmezővásárhely, 2007
- Amour d’automne, poèmes lyriques, Hódmezővásárhely, 2007
- Pensées coloriées, Hódmezővásárhely, 2007
- Le monde des contes, Hódmezővásárhely, 2007
- Ma chère patrie, poèmes patriotiques, Hódmezővásárhely, 2007
- Soupirs dans le désert égyptien : la vie de Nofrete et Ehnaton en vers, Hódmezővásárhely, 2007
- Istar, la déesse de l’amour, Lakitelek, 2008
- Magie de Chine, poèmes chinois, Hódmezővásárhely, 2008.
- Ma tranquillité par des poèmes, Hódmezővásárhely, 2008
- Fermes « regős » de Hódmezővásárhely, Hódmezővásárhely, 2009
- La fascinante mer Adriatique, Hódmezővásárhely, 2009
- La poésie de la Création en style sanscrit, Hódmezővásárhely, 2009
- La porte des étoiles, poèmes mystiques, Hódmezővásárhely, 2009
- Je corresponds avec Dieu, Hódmezővásárhely, 2010
- Notre ancêtre: Nimród et la mythologie hongroise, Hódmezővásárhely, 2010
- Fils du Nord, Hódmezővásárhely, 2012
- Verbes qui parlent hongrois, Hódmezővásárhely, 2013
- Le corps qui donne l’amour, poèmes éso-philosophiques, Hódmezővásárhely, 2013
- Sous le charme de l’amour, Hódmezővásárhely, 2015
- 1050 chants de Noël haïku, Hódmezővásárhely, 2015

### Livres de cuisine
- Recettes d'Etelka Kenéz Heka, Hódmezővásárhely, 2003
- Livre de recettes d'Etelka Kenéz Heka II., Hódmezővásárhely, 2003
- Livre de recettes inhabituelles d'Etelka Kenéz Heka III., Hódmezővásárhely, 2009